# Sinbad: Beyond the Veil of Mists
Pour plus de détails, voir Fiche technique et Distribution.
Sinbad: Beyond the Veil of Mists est un film d'animation indo-américain en images de synthèse réalisé par 
Evan Ricks et Alan Jacobs, produit par Pentamedia Graphics, et sorti en 2000. C'est le premier long métrage animé en images de synthèse dont les personnages sont entièrement animés par capture de mouvement.

## Synopsis
Le fameux marin Sinbad est recruté par la princesse Serena, dont le père, le roi Chandra, est tombé sous l'emprise du sorcier Baraka. Sinbad et Serena doivent voyager jusque par delà le légendaire Voile des Brumes afin de trouver une potion magique capable de libérer le roi.

## Fiche technique
- Titre : Sinbad: Beyond the Veil of Mists
- Réalisation : Evan Ricks, Alan Jacobs[2]
- Scénario : Jeff Wolverton
- Musique originale : Chris Desmond
- Montage : Scott Conrad
- Création des décors : Joe Alves
- Direction artistique : Peter Mitchell Rubin
- Production : Sriram Rajan
- Studios de production : Improvision Corporation, Pentamedia Graphics
- Pays de production :  Inde,  États-Unis
- Langue : anglais
- Durée : 85 minutes (États-Unis)
- Format : couleur
- Son : stéréo
- Date de sortie : États-Unis : 18 février 2000 (Los Angeles)

## Distribution
- Brendan Fraser : Sinbad
- John Rhys-Davies : le roi Akron
- Jennifer Hale : la princesse Serena
- Leonard Nimoy : Baraka / Akron / le roi Chandra
- Mark Hamill : le capitaine de la garde
- Robert Allen Mukes : le garde du roi / le bourreau
- Harry Zinn : un garde
- K.W. Miller : Babu
- Clint Carmichael : un garde
- Alex Amter : la femme du bar
- Jeff Wolverton : divers membres d'équipage

## Production
Sinbad: Beyond the Veil of Mists est le premier long métrage animé en images de synthèse dont les personnages sont entièrement animés par capture de mouvement.